# 50 Cent: Bulletproof
50 Cent: Bulletproof est un jeu vidéo d'action par Genuine Games et édité en novembre 2005 par Sierra Entertainment sur PlayStation 2 et Xbox.
Le jeu a également été porté  en 2006 sur PSP sous le nom 50 Cent: Bulletproof G Unit Edition par High Voltage Software pour Vivendi Games.

## Synopsis
Le joueur incarne la vedette du rap 50 Cent lui-même. C'est l'histoire d'une vengeance, où le joueur doit retrouver le tueur qui a tenté de l'assassiner.

## À noter
Le jeu a été mal reçu par la presse spécialisée, il obtient par exemple une moyenne de 47 % sur le site Metacritic qui recense des tests et critiques anglophones.